# Вах Степан Пантелеймонович
Вах Степан Пантелеймонович (14 лютого 1932, с. Михаль, нині с. Поромів Іваничівського р-ну Волинської обл. — 13 березня 2006, м. Новосибірськ) — співак (тенор). Заслужений артист РРФСР (1971).

## З життєпису
Закінчив Київську консерваторію (1958; кл. М. Зубарева). Відтоді — соліст Новосибірського театру опери та балету. У репертуарі — українські народні пісні та романси М. Лисенка, В. Заремби, М. Глінки, П. Чайковського та ін.
Працював з режисерами: В. В. Багратуні, А. Н. Кірєєвим, Л. Д. Михайловим, Е. Є. Пасинковим, Р. І. Тихомировим і диригентами: М. О. Бухбіндером, А. І. Жоленцем, І. А. Заком.